# Benet Esteve
Benet Esteve, OSB, (* 1701 in Capellades; † 1770 in Kloster Montserrat) war ein katalanischer Komponist und Organist. Er leitete die Escolania de Montserrat.

## Leben und Werk
Benet Esteve war Schüler an der Escola de Montserrat bei Miguel López. Als Leiter der Escolania de Montserrat nahm er einige Änderungen an Richtlinien vor und er versuchte die Musikinstrumente der Kapelle zu verbessern. Er erwarb unter anderem neue Violinen, Traversflöten und Oboen. Im Zuge der gleichen Initiative baute Antoni Boscà eine neue Orgel, die die Kapelle besser begleiten konnte. 1738 beteiligte sich Esteve aktiv an der Renovierung der Hauptorgel im Gotteshaus.
Einer seiner Schüler war der Komponist Antoni Soler. Einige Werke von Benet Esteve sind im Archiv von Montserrat überliefert.